# Karel Navrátil
Karel Navrátil (24 de abril de 1867-23 de diciembre de 1936) fue un violinista, compositor y pedagogo musical checo. Nació en Praga y estudió en Viena bajo Guido Adler y František Ondříček, y después trabajó como compositor y profesor de música en Praga. Entre alumnos notables suyos cabe citar a los compositores Helen Hopekirk y John Powell. Murió en Praga.
Algunas fuentes lo han confundido con Karl Nawratil (1836-1914).

## Obras seleccionadas
Sus composiciones incluyen óperas, sinfonías y poemas sinfónicos, conciertos para piano y para violín, música de cámara, piezas para piano, canciones y obras corales.
Opera
- Heřman, Op. 21
- Herman a Dorothea
- Salambo

Orquestal
- Sinfonía en sol menor, Op. 4 [sic] (publicado en 1902)
- Koncertní ouvertura (Obertura de concierto), Op. 5 (1872)
- Jan Hus, poema sinfónico
- Žižka, poema sinfónico
- Bílá hora (Montaña Blanca; Montagne Blanche), poema sinfónico
- Indianerlegende para orquesta de cuerda con arpa

Concertante
- Concierto para piano en fa menor
- Concierto para violín en mi mayor

Piano
- Variace na norské lidové písně (Variaciones sobre una canción popular noruega; Variationen über ein norwegisches Volkslied), Op. 4 (1865)
- 2 Skladby (2 Piezas), Op 6 (1873)
- 3 Balady (3 Baladas), Op. 14 (1883)
- 3 Skladby (3 Piezas), Op. 19 (1888)

Coral
- Mše D-dur (Misa en re mayor) para solistas, coro, orquesta y órgano, Op. 26
- Kantor Halfar para coro masculino

Vocal
- 5 Lieder para voz y piano, Op. 10 (1881)
- 3 Balladen para voz grave y piano, Op. 13 (1883); letra de Ludwig Uhland